# 共通外交・安全保障政策
共通外交・安全保障政策（きょうつうがいこう・あんぜんほしょうせいさく）とは、おもに安全保障や防衛に関する外交交渉や活動について、加盟国間で合意された欧州連合の組織的外交政策。共通外交・安全保障政策は、通商政策や第三国などに対する援助協力などの分野がある欧州連合の対外関係のなかでも特定の分野のみを扱うものである。共通外交・安全保障政策に関する決定は欧州連合理事会において全加盟国の意見の一致を要することになっているが、合意があれば特定の案件について条件付き多数決での決定ができる。
共通外交・安全保障政策を担うのは欧州連合外務・安全保障政策上級代表である。共通外交・安全保障政策では北大西洋条約機構がヨーロッパの地域的防衛や平和維持を担うものとしているが、1999年からは欧州連合が行為文書による平和維持や治安維持といった行動を実施している。
共通外交・安全保障政策は1993年発効の欧州連合条約で導入された3つの柱構造の「2本目の柱」とされてきたが、2009年に発効したリスボン条約によって欧州連合の政策分野を分けてきた3つの柱構造は廃止された。

## 歴史

### 1957年 - 1992年
共通商業政策における国際的な貿易協議での協力は1958年の欧州経済共同体の発足までさかのぼる。共通外交・安全保障政策自体はその起源を1970年に導入された欧州政治協力に持つ。欧州政治協力は加盟国間における、外交政策案件に関する非公式な協議であり、その目的は外交政策案件に対する姿勢を共有することや、欧州諸共同体自身と国際社会全体の利益を導くことである。欧州政治協力には国際協力や、人権、民主主義、法の支配の尊重を促進といったことも含まれる。

### 1993年 - 2009年：柱構造
ユーゴスラビア紛争などでは欧州政治協力の弱点が露見し、そのため欧州連合としての外交政策の強化が求められるようになった。その結果、外交政策は欧州連合条約によって強化されることとなった。既存の超国家的機関である欧州経済共同体は3つの柱の1つとなり、そこに新たに2本の柱が加えられた。2本目の柱である共通外交・安全保障政策は政府間主義を原則としており、これはつまり欧州連合理事会におけるすべての加盟国の賛同を要し、ほかの機関による関与が極めて限られるということであった。
アムステルダム条約では共通外交・安全保障政策上級代表職が創設され、欧州連合の外交政策の調整と代表にあたった。

### 2009年以降：強化
リスボン条約が2009年12月に発効し、これによって欧州連合の3つの柱構造は廃止され、これにより柱の1つとしての共通外交・安全保障政策も廃止された。しかしながら欧州連合の外交政策のさらなる一致と一貫性を確保しようと、リスボン条約では外務・安全保障政策上級代表職が創設され、これはすなわち共通外交・安全保障政策上級代表職と欧州委員会の対外関係・欧州近隣政策担当委員職が統合されるというものである。外務・安全保障政策上級代表はやはりリスボン条約で設置される欧州対外行動局を率いることになっている。

## 目的
欧州連合条約第21条第2項では、欧州連合は共通の政策や行動を策定・追求し、国際関係に関するあらゆる分野において高度な協力のために機能するとしており、その目的を以下のように列挙している。
- 欧州連合の価値、基本的利益、安全、自立、統合を守護する。
- 民主主義、法の支配、人権、国際法の諸原則を強化、支持する。
- 国際連合憲章の諸原則、ならびにヘルシンキ最終議定書の諸原則とパリ憲章の目的とその外縁に関する目的に適うべく、平和を維持し、紛争を回避し、国際的な安全保障を強化する。
- 貧困の撲滅という主たる目的を持ち、途上国の持続可能な経済、社会、環境開発を進める。
- 国際貿易における規制の段階的廃止を通じるなどして、すべての国の世界経済への一体化を働きかける。
- 持続可能な開発を確保するために、環境と地球規模での天然資源の持続可能な管理も質を保護。改善する国際的対策の展開を促進する。
- 自然災害や人災に直面する住民、国、地域を支援する。
- より強固な多国間協力と確実なグローバル・ガバナンスに基づく国際体制を促進する。

## 要素

### 政策の種類
欧州理事会は共通外交・安全保障政策の原則や一般的指針、および欧州連合によって実行されるべき共通の戦略を策定する。これらの指針に基づいて、欧州連合理事会は「共同行動」や「共通の立場」を採択する。共同行動は欧州連合による活動が必要である特定の状況に対処するもので、欧州連合の行動可能な対象、範囲や手段を定めるものである。この共同行動は加盟国に委ねられる。「共通の立場」は欧州連合が地理的、主題的性質を持つ特定の案件でとる態度を定め、理論上は加盟国の国内政策が適合していなければならない一般指針を策定するものである。

### 上級代表

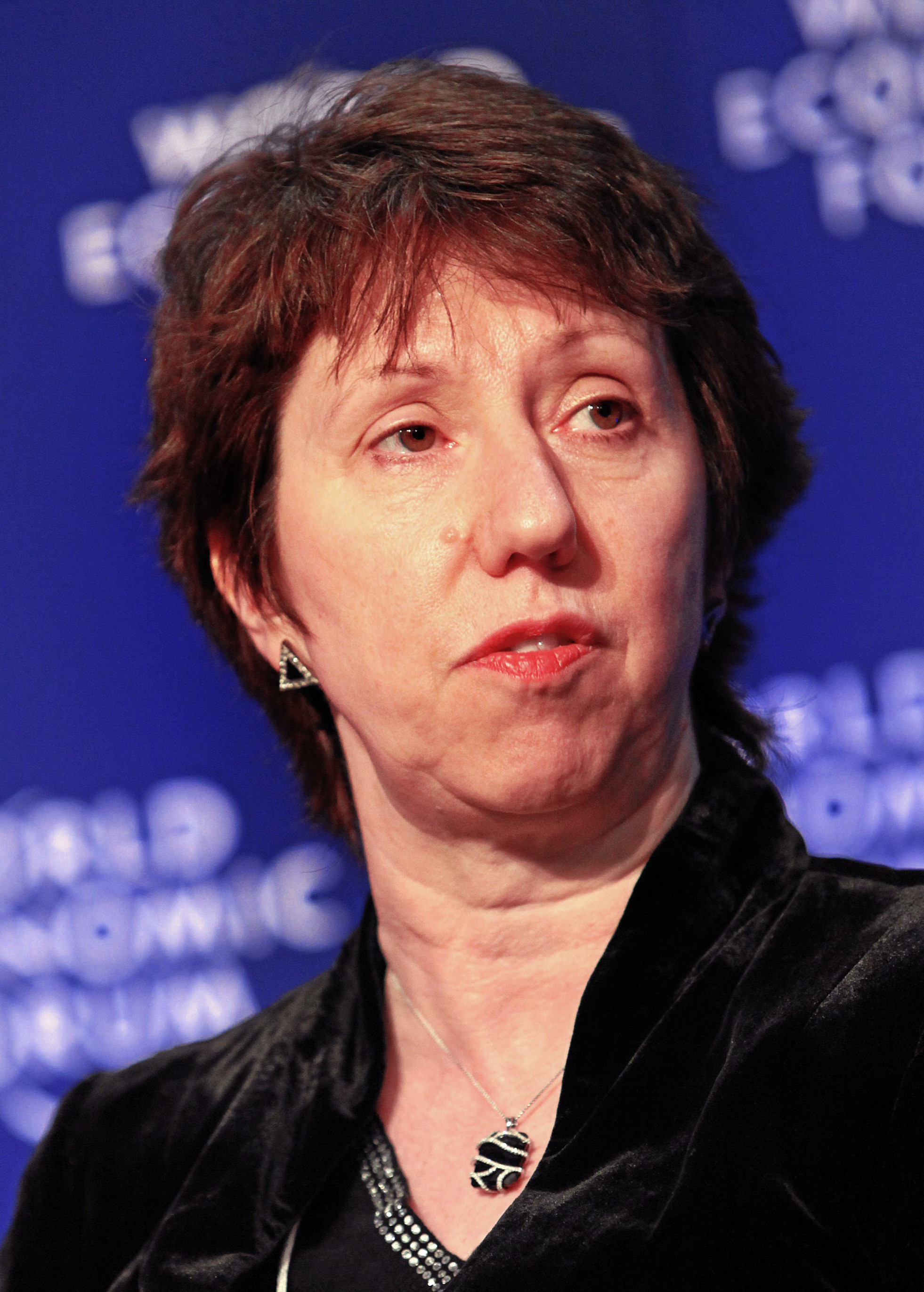
上級代表キャサリン・アシュトンは欧州連合の外交政策の代表者である

上級代表は欧州理事会議長とともに、合意された外交政策案件において欧州連合を代表し、加盟国間の不一致のために生じた曖昧な政治的立場をまとめる役職である。共通外交・安全保障政策に関しては、すべての加盟国の意見の一致を要する。共通外交・安全保障政策における意見の不一致はイラク戦争をめぐる対応などからも明らかなように、まれに起こることではない。
上級代表はまた、欧州連合の特別代表の任務を調整する。リスボン条約の発効により、上級代表は欧州連合理事会の事務総長職との兼務が廃止された。上級代表は欧州防衛機関、西欧同盟の長も務め、共通安全保障防衛政策においても共通外交・安全保障政策と同様の権能を実施する。2009年12月1日にキャサリン・アシュトンが、1999年から務めてきたハビエル・ソラナの後任として上級代表に就いた。

### 組織
共通外交・安全保障政策に関しては複数の機関が存在する。欧州連合理事会においては加盟国の外相らによる外務理事会がある。政治・安全保障委員会は共通外交・安全保障政策が対象とする分野関して国際情勢を監視し、理事会に対して意見を述べる。また政治・安全保障委員会は合意された政策の実行状況を監視する。
欧州防衛機関は防衛能力の向上、軍事研究、軍事技術に関するヨーロッパ域内市場の設立を奨励する。西欧同盟から継承した欧州連合安全保障研究所と欧州連合衛星センターはそれぞれ安全保障・防衛政策の研究や衛星からの画像収集を行なっている。

## 防衛政策
1999年にケルンで行なわれた欧州理事会の会合以降、共通安全保障防衛政策は共通外交・安全保障政策において重要な位置を占めるようになった。欧州連合自体は軍事力が限定されており、加盟国が自らの領域防衛を担っている。また欧州連合加盟国の多数が北大西洋条約機構の加盟国でもあり、北大西洋条約機構がヨーロッパの防衛を担っている。
西欧同盟は欧州連合に関連するヨーロッパの安全保障機関である。1992年に西欧同盟と欧州連合の関係が定められ、このとき欧州連合は西欧同盟の使命として「ペータースベルク・タスク」を定めた。ペータースベルク・タスクはのちにアムステルダム条約によって欧州連合に移管され、共通外交・安全保障政策と共通安全保障防衛政策の一部を形成するようになった。西欧同盟の要素は欧州連合の共通外交・安全保障政策に一本化され、西欧同盟の長は欧州連合外務安全保障・防衛政策上級代表が兼務している。
1999年のコソボ紛争を受けて、欧州理事会は「北大西洋条約機構の活動に影響を及ぼさない限りで国際的な危機に対応するために、欧州連合は確かな軍事力、その軍事力を行使することを決める手段、それらを実際に行なう準備を背景として、自主的な行動ができる能力を持たなければならない」ということで合意した。そのために欧州連合の軍事的能力を向上するために、ヘルシンキ目標などのさまざまな取り組みがなされた。多くの議論が重ねられた結果、およそ1500人の部隊による欧州連合戦闘群をただちに展開することができるようになった。欧州連合の部隊はアフリカからバルカン諸国、中東に至るまでに派遣され、平和維持活動を展開している。また欧州連合の軍事活動は欧州防衛機関、欧州連合衛星センター、欧州連合軍事幕僚部などの多くの組織があたっている。

### 政治・安全保障委員会
政治・安全保障委員会は2000年に暫定的な組織として設立され、ニースでの欧州理事会の総括では欧州安全保障防衛政策と共通外交・安全保障政策の「要」とされた。政治・安全保障委員会は総務・対外関係理事会に対して意見を表明し、欧州連合の危機管理行動に対する「政治的統制と戦略的指揮」を行なう。委員会は常設となり、加盟国の高官・大使級の代表者で構成され、少なくとも週に2度、ブリュッセルで会合を開いている。委員会の議長役は当期の欧州連合理事会議長国の代表が勤めている。

## 共通外交・安全保障政策の枠組み外での外交

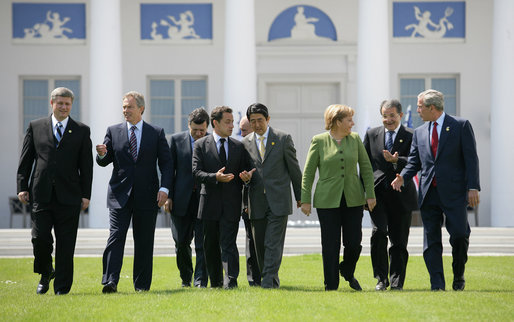
欧州委員会委員長は第3回先進国首脳会議からオブザーバとして出席している

欧州委員会はその外交・安全保障政策に加えて、国際組織においてより大きな代表権を有している。国際組織における代表は欧州委員会の対外関係担当委員が共通外交・安全保障政策上級代表とともに務めていたが、2009年12月からは欧州委員会副委員長を兼務する外務・安全保障政策上級代表に一本化されている。国際連合では、欧州連合は多大な貢献があることから人道支援などの分野において影響力を持っている。また主要国首脳会議では欧州委員会委員長と欧州理事会議長が出席しており、世界貿易機関には欧州委員会の通商担当委員が欧州連合の代表となっている。
欧州連合の影響力は連合の拡大においても見ることができる。欧州連合に加盟することによる潜在的利益は加盟基準を満たそうとする国において政治や経済での改革の刺激という形で現れ、また東ヨーロッパの旧共産圏諸国の改革や安定化に寄与する要因となっているともされている。またほかの国における国内問題に対する影響もソフト・パワーとされることが一般的となっている。
アメリカ合衆国の中央情報局もザ・ワールド・ファクトブックでは、欧州連合が経済的地位の影響力の大きさとひとつの国のような特性を持つものとして認識している。またザ・ワールド・ファクトブックは2005年版から欧州連合をひとつの主体として収録している。

### 人道支援
欧州委員会人道援助局は欧州連合から途上国に対して人道支援を提供している。2008年における人道援助予算は9億3664万ユーロにのぼり、そのうち 58.9% がアフリカ・カリブ海・太平洋諸国向けのものであった。欧州連合自体の支援額と加盟国独自の支援与額を合算すると、欧州連合は世界最大の支援者となっている。
欧州連合の支援についてはかつてシンクタンクの Open Europe から、非効率で的外れであり、経済的目的につながっているとして批判を受けていた。このほかにも一部の支援団体は、ヨーロッパの各国政府は支援のために使う金額を不適切に水増ししているとし、なかには債務免除や、留学生、難民にかかる経費を含めていると主張してきた。水増しを除いた金額を見れば、欧州連合は2006年に内部で設定した支援目標に到達しておらず、欧州連合が2015年までの国際的な目標である国民総生産の 0.7% という数値に到達していないことになる。しかしながらこの目標を達成した国はほんのわずかであった。2008年の欧州連合の支援は国民総生産の 0.34% であり、この数値はアメリカ合衆国や日本よりも高いものである。2007年、人道援助担当委員のルイ・ミシェルはより迅速に、より効率的に、より人道的に届けられるよう支援を求めた。

## 中立性
アイルランドはニース条約を承認する以前にその中立性の維持を確認されていたものの、フィンランドの首相マッティ・ヴァンハネンは2006年7月5日に欧州議会において欧州理事会議長として次のように述べている。
（仮訳）プフリューガー議員はフィンランドを中立的であるとおっしゃいました。このご発言について議員の考えを訂正させていただきます。フィンランドは欧州連合の一員です。私たちはかつて、鉄のカーテンがヨーロッパを分け隔てていたころは政治的に中立である国でした。しかしいまや私たちは欧州連合の一員で、共通の政策、さらには共通の外交政策という価値を持つ共同体の一部なのです。
それでもなおリスボン条約に関連して、アイルランドは2009年6月18-19日の欧州連合の会合においてその中立性を再保障された。
欧州理事会はまた、首相が表明したような、税制、生存権、教育、家族に関するアイルランド国民のそのほかの懸念や、アイルランドの軍事的中立という伝統的な政策について、必要な法的保障によって、アイルランドおよびそのほかの加盟国の相互満足が得られるよう取り組むことで合意した。